# Micang-Straße
Die Micang-Straße (chinesisch 米倉道 / 米仓道, Pinyin Mǐcāng dào) ist eine alte Shu-Straße zwischen Hanzhong (siehe auch Hanzhong-Ebene) und Sichuan. Ihr Name rührt vom Gebirge Micang Shan her, das sie durchquert. Es ist eine wichtige Verbindung zwischen Hanzhong und Sichuan.
Vom Süden Hanzhongs aus folgt sie dem Verlauf des Lengshui He, einem Nebenfluss des Han-Flusses, und später dem des Ba Jiang, einem Nebenfluss des Jialing Jiang, und erreicht Bazhong in Sichuan.
Als 1258 in der Zeit der Südlichen Song-Dynastie die Truppen der Mongolen auf drei Routen in Sichuan einfielen, war eine davon dieser Weg.

## Streckenverlauf
Hanzhong – Nanjiang – Bazhong – Kreis Qu – Hechuan – Chongqing